# Faith No More
Faith No More é uma banda de metal alternativo norte-americana formada em São Francisco, Califórnia em 1982 e que retornou às atividades em 2009 após uma pausa de 11 anos. Antes de escolherem o nome atual em 1982, a banda se apresentou com os nomes Sharp Young Men e depois Faith No Man. É considerado um dos maiores grupos de rock dos anos 1990, e entre as canções suas de maior sucesso estão "Epic" e "Falling to Pieces" do disco The Real Thing (1989), "Midlife Crisis" e "Easy", cover do grupo americano The Commodores, as duas do álbum Angel Dust (1992), além de outro sucesso, a canção "Ashes To Ashes" do álbum Album of the Year de 1997. A banda ganhou notoriedade no Brasil com a passagem constante do vídeo musical de "Epic" na MTV local, com uma apresentação no Rock in Rio II e com o encerramento, no dia 14 de novembro de 2011, do Festival SWU, na cidade paulista de Paulínia.
O estilo musical é de difícil categorização, muitos críticos musicais e músicos dos anos 1990 dizem que foram eles que influenciaram no surgimento do nu metal visto que a banda possui uma série de vertentes e gêneros distintos, como punk, jazz, funk, heavy metal, rap, easy listening e pop. Alguns chegaram a chamar seu estilo de metal alternativo. O single "Epic" é considerado por alguns como a primeira encarnação do nu metal, como afirma Jonathan Davis "Epic foi protótipo do modelo do rótulo que olheiros da música buscavam para recrutar. E eles o fizeram. Isso é uma defesa da ideia que o Faith No More foi o único catalisador atrás do que finalmente se transformou no nu metal" diz Jonathan Davis que mais tarde chamou Mike Bordin para tocar bateria no Korn. Outro fator crucial para a popularidade dos Faith No More foi a entrada de Mike Patton em 1988, cujos vocais característicos podem ter sido o maior motivo do êxito comercial do grupo.
Depois de lançar seis álbuns de estúdio, incluindo seus álbuns mais vendidos The Real Thing (1989) e Angel Dust (1992), Faith No More anunciou oficialmente uma pausa em 20 de abril de 1998. Em 24 de fevereiro de 2009, os integrantes do Faith No More anunciaram uma reunião para fazerem uma tour europeia, além de uma nova passagem pelo Brasil, em 07/11/2009, no Maquinária Festival, e lançaram seu sétimo álbum de estúdio, Sol Invictus, em maio de 2015.

## História

### O início,We Care a LoteIntroduce Yourself
O grupo surgiu em 1981, vindo das cinzas do Faith No Man, banda formada e liderada por Mike "The Man" Morris. Roddy Bottum, Mike Bordin e Billy Gould, então integrantes do grupo, decidiram livrar-se de Morris e ao invés de demití-lo, preferiram formar uma nova banda. Por sugestão de um amigo, o nome escolhido foi Faith No More, já que "The Man", "o cara"  (Morris) "não mais" (no more, em inglês) faria parte do grupo. No lugar de Morris, foi recrutado Jim Martin na guitarra. Diversos músicos ocuparam a vaga de vocalista nesta fase - dentre eles a então namorada de Roddy Bottum na época, Courtney Love, que teria implorado para entrar na banda, sendo expulsa depois de alguns shows, segundo ela eles queriam uma banda de machos, até os membros optarem por Chuck Mosley, que participaria apenas dos dois primeiros discos da banda: We Care a Lot, de 1985, e Introduce Yourself, de 1987.
Mosley foi demitido em 1988 e os motivos da sua saída ainda geram certa discussão entre os fãs de Faith No More. A versão oficial seria de que Chuck foi mandado embora por ser alcoólatra e por ter causado problemas em alguns shows da banda. Entretanto muitos acreditam que o real motivo da demissão foi o fato de Mosley ser um vocalista limitado. Com a necessidade de encontrar um novo vocalista, em certo momento consideraram convidar Chris Cornell, porém Mike Patton foi o primeiro nome em mente, ele que em pouco tempo se tornaria o líder e a figura mais emblemática do grupo. Assim se deu o início de uma das maiores bandas da história do rock, uma das poucas bandas que poderia ter feito a fusão heavy metal com funk e rap, além do uso incessante de um tecladista certo. As letras não seguem um padrão, mas a maioria tem elementos como sarcasmo, ironia ou podem ser imprevisivelmente românticas.

### The Real Thinge o sucesso deEpic

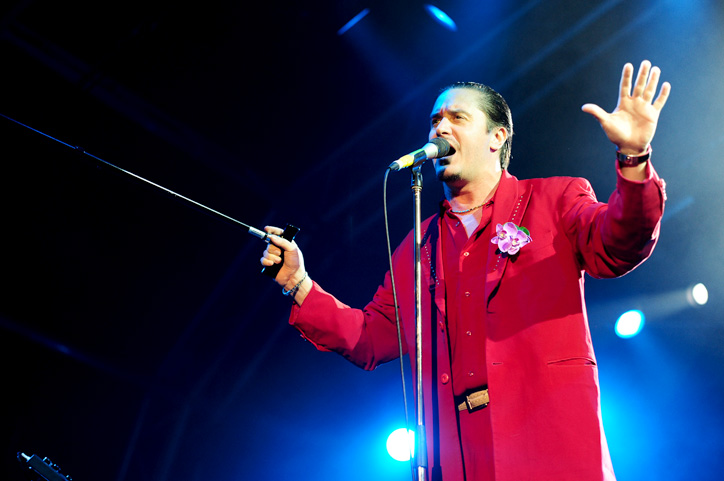
Mike Patton, em apresentação no Soundwave Festival, em 2010

Mike Patton entrou no Faith No More poucas semanas antes das gravações do disco The Real Thing por indicação de Jim Martin, que havia ouvido uma fita demo da banda de Patton, o Mr. Bungle.
Com a banda na sua formação clássica, Mike Patton entrou no Faith No More direto para o estúdio onde a banda gravou The Real Thing", lançado em 1989.The Real Thing é um verdadeiro divisor de águas na carreira do grupo, com canções mais bem resolvidas e com o carisma de Mike Patton contribuindo para transformar o Faith No More num grande sucesso comercial. Membros do Metallica e Guns N Roses nomearam Faith No More entre os favoritos grupo de rock deles. A banda recebeu o Grammy nomeado de melhor Heavy Metal/Hard Rock performance. No fim do ano de 1990 "The Real Thing" recebeu o disco de platina.
A canção responsável pela transição foi "Epic", que com seu arranjo grandioso que faz jus ao título da canção, vocal hip-hop e refrão grudento, arrematou o nono lugar na parada de singles da Billboard e teve o vídeo musical exibido a exaustão na MTV estado-unidense. Com mais dois singles de sucesso, a "Falling to Pieces" e "From Out Of Nowhere", o disco The Real Thing chega ao décimo primeiro lugar na parada e atinge um milhão de cópias vendidas nos Estados Unidos.
O curioso é que internacionalmente, o sucesso da banda foi ainda maior. No Brasil, a MTV Brasil começava a dar seus primeiros passos em 1990 e o Faith No More foi uma das estrelas reveladas naquele ano. A popularidade conquistada pela banda no país impressionou seus próprios integrantes. Em 1991, o FNM tocou para o Maracanã lotado durante o Rock In Rio 2, iniciando um verdadeiro culto à banda nas terras brasileiras. O sucesso foi tão grande que eles retornaram no decorrer daquele ano para uma mini-turnê nacional.
Uma das características das apresentações ao vivo do Faith No More é o hábito das covers insólitas. Ainda antes do sucesso, a banda tocava a improvável "Pump Up the Jam" do Technotronic, apenas para infernizar suas platéias. Na época de The Real Thing, a banda incluiu no disco um cover de "War Pigs" do Black Sabbath, em um tempo onde a credibilidade artística do velho Sabbath era próxima a zero. Mas para "War Pigs", a tática não funcionou e o Faith No More começou a atrair a atenção e o respeito do público do heavy metal. A banda substituiu "War Pigs" do repertório dos concertos pela melosa balada "Easy" do grupo The Commodores.

### EraAngel Dust
Depois de dois anos de turnê, era hora de pensar no próximo disco e as gravações não foram tranqüilas. O guitarrista Jim Martin estava descontente com os rumos que a sonoridade da banda vinha tomando. Rumores dão conta de que ele participou muito pouco das composições, limitando-se a enviar pelo correio as bases de guitarras em fitas cassete aos outros integrantes da banda.
Em meio à grandes expectativas, Angel Dust foi lançado em 1992 e apontava para outras direções. Descartava definitivamente o rótulo funk metal e vinha recheado de temas mais mórbidos e sombrios. Um crítico escreveu que o álbum é "um dos discos mais complexos e simplesmente confusos já lançados por uma grande gravadora" e outro escreve que o single" 'A Small Victory', parece levar Madame Butterfly ao Metallica e Nile Rodgers, revela uma facilidade de desenvolvimento para combinar elementos improváveis em misturas surpreendentemente originais." Propositalmente designado para chocar os fãs temporários, a banda apostou em sonoridades inusitadas, longe do hit fácil "Epic" que carimbava a banda até aquele momento. Diferente do que aconteceu com The Real Thing, em Angel Dust Mike Patton participou de todo o processo criativo do disco, e pôde exercitar o experimentalismo e o gosto pelo bizarro que marcou o seu trabalho no Mr. Bungle. Musicalmente, a banda também mostrava evolução, incorporando elementos eletrônicos e teclados mais climáticos, proporcionando uma atmosfera cinematográfica a algumas canções. No mesmo tempo, Martin começou a ficar discontente com o rumo que a música deles estava tomando. Gould tinha às vezes que "tirar" algumas vezes na guitarra. E Martin não fez muita coisa em "Angel Dust", com exceção da guitarra-heavy em "Jizzlobber". No verão de 1992, depois do lançamento do álbum, o primeiro single, "Midlife Crisis", tocado regularmente na MTV e no rádio. Foi mostrado em vídeos para o b-side "Easy", cujo ficou muito popular na Europa e "A Small Victory" também. Os videoclipes coloridos do álbum passado deram lugar a vídeos sombrios, que faziam questão de negar o lado "sex symbol" que o vocalista possuía na época. A crítica americana não mostrou muito entusiasmo e o disco acabou não tendo a mesma repercussão de The Real Thing. Nos demais países, no entanto, o Faith No More continuava enorme, e seu lugar privilegiado nas paradas de sucesso era garantido pelos singles de Midlife Crisis e A Small Victory. O terceiro single de Angel Dust foi para uma canção que na verdade não estava no disco: "Easy", o cover dos Commodores que a banda vinha tocando ao vivo há tempos e que finalmente ganhou uma versão de estúdio. "Easy" foi devidamente incluída em Angel Dust nas prensagens subseqüentes ao lançamento do single. A música também fez parte da trilha sonora da novela Mulheres de Areia da TV Globo.
Angel Dust rendeu mais uma turnê gigantesca pelo mundo todo. A turnê durou cerca de dois anos, onde eles, além de promover concertos próprios, tocaram em festivais e abriram shows para o Metallica e para o Guns N' Roses na mega turnê de Use Your Illusion. No fim, não teve nenhum single de "Angel Dust" uma medida tomada pelo sucesso de "Epic" e o álbum não vendeu tão bem como "The Real Thing" teve nos EUA, porém vendeu cópias suficientes para levar disco de ouro. Ele ficou mais popular na Europa e na Austrália.
Ao invés de encarar o compromisso como oportunidade de consolidar a banda em novos públicos, o Faith No More usou seu tempo para provocar a audiência com sessões de garrafadas, insultos e sacanagens, principalmente através de Patton. O saldo do período foi uma grande repulsão por parte dos adoradores de plantão, aqueles que até pouco tempo atrás veneravam os autores de "Epic" e ali não entendiam o não-comercialismo sarcástico da nova fase. Por outro lado, os fãs que seguiram em frente tornaram-se verdadeiros cultuadores do álbum e da banda. O tempo foi passando e a turnê de "Angel Dust" estava completa. O resto da banda concordaram que Jim Martin estava deixando eles para trás com a sua falta de entusiasmo com o rumo que suas músicas estavam tendo. Em novembro de 1993 ele foi afastado da banda. Tanto o guitarrista do Godflesh Justin Broadrick e o guitarrista do Killing Joke "Geordie" Kevin Walker teriam se oferecido para se juntar ao FNM depois da saída de Martin, mas não entraram em acordo.

### King for a Day... Fool for a Lifetimee Declínio

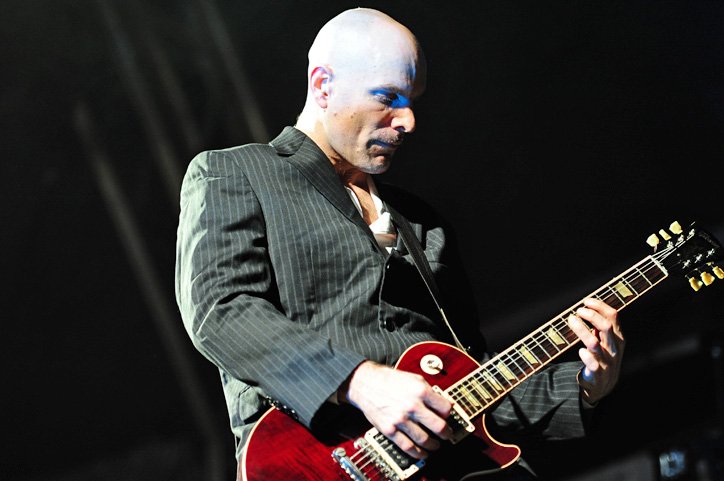
Jon Hudson, em apresentação no Soundwave Festival, em 2010

Com a saída de Jim Martin logo após a turnê, o Faith No More nunca mais seria o mesmo. A dificuldade de encontrar um guitarrista à altura do cargo somada à cada vez maior necessidade de Patton explorar outros projetos veio a instituir uma grande desunião entre eles, principalmente no que dizia respeito aos rumos que deveriam tomar. Patton revelou-se um grande explorador de sons, chegando a lançar um disco solo composto apenas de efeitos vocais. Seu trabalho no Mr. Bungle cresceu em profissionalismo e experimentalismo, seu tempo foi ocupado com participações no cenário avant-garde de São Francisco, cena notória de radicalismo musical. Todas estas demonstrações mostravam que, além de musicalmente distante dos integrantes do FNM, Patton cultivava um interesse cada vez maior em outros horizontes musicais. A banda titular então ganhava conotação de emprego, de compromisso, o que influenciou bastante a canção deles a partir daquele ponto.
Embora bem recebido por muitos fãs (e outros não-fãs), o álbum King for a Day... Fool for a Lifetime chegou de mansinho, com bem menos atenção que o anterior recebera. Com as guitarras gravadas por Trey Spruance, colega de Patton no Mr. Bungle, o álbum apostava em sonoridades mais cruas e bem menos elaboradas. Pela primeira vez a mesa de som era comandada por outro produtor que não o tradicional Matt Wallace. Um outro Wallace - Andy – seleto nome da produção de discos pesados, encarregou-se de aplicar sua mão pesada e distorcer ao máximo os acordes, dispensando bastante o trabalho de teclados nas canções. O trabalho funcionou no quesito peso, mas no caráter experimental e caprichado que a banda necessitava as coisas deixaram um pouco a desejar. Trey teve dificuldades de aplicar seu estilo "torto" no panorama "mais convencional" do Faith No More e o resultado foi pouco empolgante, com altos e baixos no decorrer do trabalho. Mesmo com vocais brilhantes, era possível identificar o caráter burocrático que tomava alguns pontos do trabalho e o princípio de falta de sintonia entre os integrantes.
Alegando dificuldades em se adaptar à banda, Trey recusa o convite para participar da próxima turnê e o Faith No More escala o então roadie de teclados Dean Menta para fazer o trabalho ao vivo das guitarras.
Em 1995, a banda passaria mais uma vez pelo Brasil, tocando na segunda edição do festival Monsters of Rock, em São Paulo. O festival foi realizado no dia 2 de setembro e contou, além do Faith No More, com as apresentações de Ozzy Osbourne, Alice Cooper e das bandas Megadeth, Therapy e Paradise Lost. Dois fatos inusitados do show foram a falta de energia elétrica no exato momento em que o Faith No More executava a música "Epic" e o baixista Billy Gould vestir a camisa do Palmeiras, time de futebol paulistano.
Mesmo reconhecido por fãs com uma certa simpatia, o álbum não empolgou da mesma maneira que os anteriores e passou despercebido pelas massas. A turnê européia terminou cancelada pela metade.
O momento seguinte se notabilizou pela grande proporção alcançada pelos trabalhos paralelos de seus integrantes. Patton entrou de cabeça no avant-garde, lançou outro trabalho solo e elevou o status de adoração do Mr. Bungle com turnês expressivas. O baterista Mike Bordin tocou com Ozzy Osbourne, Roddy Bottum estreou sua banda Imperial Teen.

### Album of the Yeare Separação
Os rumores sobre um possível fim da banda tomavam proporções maiores e coube ao baixista Billy Gould segurar a peteca. Em um período de entressafra, Billy tornou-se o único integrante disposto a segurar a bandeira do quarteto em meio a rumores fortíssimos de uma inevitável dissolução. Partiu dele a iniciativa de convidar o amigo Jon Hudson, da banda System Collapse, para assumir as guitarras do disco a ser gravado.
Talvez por razões contratuais, talvez por influência de Gould, o Faith No More adentra mais uma vez o estúdio e grava o que viria a ser o seu último trabalho: Album of the Year. Em meio à recente febre da canção eletrônica, Gould assumiu a varinha de condução e escalou o produtor Roli Mosimann, com quem co-produziu as gravações. A influência de canção eletrônica, especialidade de Mosimann, viria a permear algumas faixas do álbum como "Stripsearch" e a grande gama de remixes lançados como lados-b do álbum. Notava-se também uma preocupação em alcançar a sonoridade de Angel Dust em faixas como "Last Cup Of Sorrow", onde os teclados passavam novamente a exercer um papel importante nas canções. O legado mais obscuro da época de King for a Day apareceu em faixas como "Collision" e "Naked In Front Of The Computer". O fato é que, mais profundamente que no álbum anterior, o espírito de desunião e indiferença musical tornou-se muito evidente, levando muitos fãs a apostar no tão falado encerramento de atividade da banda. Foi notória a participação burocrática dos integrantes, visivelmente imersos em outros trabalhos. O resultado final foi uma colcha de retalhos, canções pouco inspiradas e sem um fio condutor entre si. Com recepção fria, oposta aos anos dourados da banda, Album Of The Year foi praticamente ignorado pela mídia que estava mais focada no grunge já em decadência. Após o lançamento do álbum, o Faith No More fez uma turnê com Limp Bizkit em 1997, que era frequentemente vaiado pelos fãs de Faith No More.
Curiosamente, os últimos meses do Faith No More caracterizaram-se por uma grande reverência a suas apresentações ao vivo. Notoriamente uma banda especialista em palcos, os rapazes passaram a apresentar o que muitos defendem ser os melhores shows da carreira. Mesclando canções novas com hits e material antigo, passaram a arrecadar uma leva impressionante de fãs para os clubes europeus e australianos.

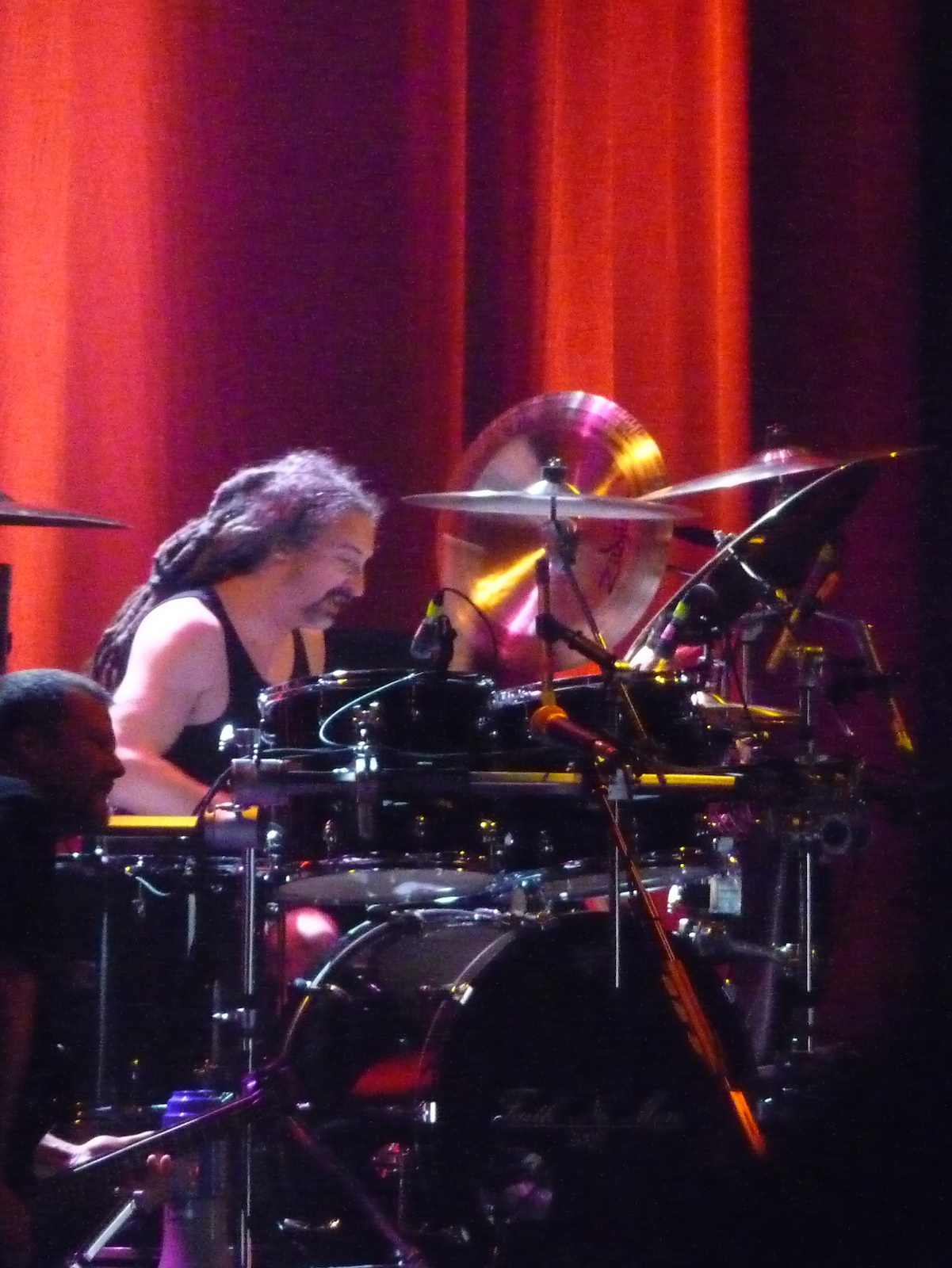
Mike Bordin

Com Mike Patton no auge de seu talento vocal e com a banda para lá de experiente, o Faith No More literalmente vestia terno e gravata para destilar suas canções de maneira altamente empolgante. Mas os problemas citados tomaram proporções insuperáveis e foi através de um e-mail que Billy Gould, ao final de uma turnê européia, anunciou o tão falado final de atividades.
Dali para frente, com suas responsabilidades aliviadas, os integrantes passaram a dedicar seu tempo a projetos pendentes de forma integral. Roddy Bottum deu continuidade a seu Imperial Teen, lançando mais álbuns e recebendo bons resultados no cenário indie. Mike Bordin assumiu as baquetas da banda de Ozzy Osbourne, tocou em participações com Jerry Cantrell (Alice in Chains) e ajudou o Korn por uns tempos. Hoje exerce papel de baterista freelancer. Billy seguiu com pontas despretensiosas na banda Brujeria e deu início a uma gravadora obscura, trabalhando principalmente com artistas latinos. O guitarrista Jim Martin, após seu desligamento da banda, dedicou-se a projetos paralelos obscuros, chegando a lançar um disco solo chamado Milk and Blood. Fez pontas em um disco do Primus e participações em coletâneas. Hoje Jim reside em um rancho interiorano e dedica-se, além de seus projetos musicais, a plantar abóboras gigantescas. O grande foco ficou mesmo no lendário Mike Patton que surpreendentemente justificou o fim do Faith No More, dando aos fãs um motivo para acreditar que a banda devia sim chegar ao final. Além de seguir com suas participações com outros artistas inusitados, enfileirou projetos de qualidade em pouquíssimo tempo. Através de uma gravadora própria, a Ipecac, Patton criou um lar para seus projetos e outros artistas de seu interesse. O sucesso da Ipecac foi indiscutível, ajudado pelos órfãos do Faith No More Patton mostrou ao mundo o quanto prolífico ele era. Só em 2001, participou de três bandas de expressão: Fantômas, Tomahawk e Lovage. Todas marcadas pela experimentação musical, o não-comercialismo e a aparente falta de preocupação com o mercado. De forma madura e desencanada, Patton levou à sua maneira a tarefa de adotar os fãs que lamentaram o final desta que foi uma das bandas mais autênticas e cultuadas dos anos 1990.

### Sol Invictus e o Retorno
A banda retomou as atividades em maio de 2009, com shows marcados na Europa; o primeiro show da turnê aconteceu na Brixton Academy, mesmo local onde foi gravado o álbum ao vivo do Faith no More em 1990. A banda se apresentou nas cidades de Porto Alegre, Rio de Janeiro, São Paulo e Belo Horizonte em Novembro de 2009. No final de 2010 anunciaram definitivamente o fim da banda fazendo três apresentações em Santiago no Chile, uma delas tocando no evento Teletón. Em julho de 2011 o grupo confirmou presença na edição de 2011 do festival de música SWU, tendo realizado uma apresentação em 14 de novembro; onde tocaram a inédita música "Matador". Em Sol Invictus, a banda abandona o slap bass e as técnicas de rap de lançamentos anteriores.  Musicalmente, o álbum continua a tradição da banda de experimentar vários gêneros, incluindo pós-punk, heavy metal, ska, e até mesmo rock gótico como diz o baixista Bill Gould, “Partes do álbum me lembram o primeiro álbum do Siouxsie and the Banshees. Segundo a banda, esse álbum é influenciado por The Cramps, Link Wray e Siouxsie and the Banshees. Gould acrescentou: “Será muito diferente de tudo por aí – mas esse é o ponto. É uma combinação do que não ouvimos no mundo exterior e o que sentimos falta em outras bandas. E no final, vai soar como Faith No More.”
Diagnosticado com agorafobia, o vocalista disse que passa por tratamento e tentará voltar aos palcos pela primeira vez em mais de dois anos nos shows da sua banda Mr. Bungle marcados para o final do ano na América do Sul. 
"Ainda está acontecendo, mas agora é melhor. É fácil culpar a pandemia, mas vou ser honesto: no início do isolamento eu pensava: ‘Isso é ótimo. Eu posso ficar em casa e gravar no meu estúdio!’. Acontece que eu fiquei completamente isolado e quase antissocial, com medo das pessoas. Talvez o isolamento só tenha reforçado sentimentos que eu já tinha. Esse tipo de ansiedade, ou como você quiser chamar, me levou a outros problemas que prefiro não discutir. Mas tenho profissionais me ajudando."
Sobre o retorno do Faith No More aos palcos, na entrevista Patton diz que não há nada definido ainda.

## Legado
O legado da banda é indiscutível, tendo influenciado dezenas de artistas da atualidade, não sendo raro encontrar músicos que referenciam os álbuns do Faith No More como melhores da década de 1990. Acima disso, há também o espírito da canção desafiadora, do não-conformismo com o sucesso fácil que a banda viveu na pele e fez questão de trazer para os terrenos mainstream. Objetos de culto, a banda reside hoje entre as que melhor trazem o espírito da primeira metade da década de 1990.
A Rolling Stone afirma que em 1997, a banda era "muito pesada para os sucessos pop pós-grunge de The Verve e Third Eye Blind e muito artística para trabalhar confortavelmente com o pessoal do nu metal que eles geraram".
As letras de Faith No More foram descritas como "bizarramente humorísticas". Quando entrevistado sobre suas letras, Patton respondeu: "Acho que muitas pessoas pensam muito sobre minhas letras. Sou uma pessoa que trabalha mais com o som de uma palavra do que com seu significado. Muitas vezes, apenas escolho as palavras por causa do ritmo, não por causa do significado."
Em um artigo de 2015 da Artistdirect, os músicos Duff McKagan, Chino Moreno, Serj Tankian, Corey Taylor, Max Cavalera e Jonathan Davis elogiaram a banda por sua importância e influência. O baixista e cofundador do Nirvana (banda), Krist Novoselic citou Faith No More como uma banda que "abriu o caminho para o Nirvana" no final dos anos 1980. Robert Plant, vocalista do Led Zeppelin, mencionou o Faith No More como uma de suas bandas favoritas em uma entrevista em 1988 para a revista Rolling Stone.  Scott Ian do Anthrax também nomeou Faith No More como uma de suas bandas favoritas.
Corey Taylor (vocalista do Slipknot e do Stone Sour ) disse ao Loudwire em 2015 que se não fosse pelo Faith No More, ele "não estaria aqui hoje". Enquanto se recuperava de uma tentativa de suicídio na casa de sua avó, ele viu a banda tocar "Epic" ao vivo no MTV Video Music Awards de 1990 e a performance o inspirou a começar a escrever e tocar música novamente.
O Faith No More também foi creditado por influenciar bandas de nu metal, como Deftones, Korn e System of a Down, principalmente devido à popularidade de "Epic". O vocalista do Papa Roach, Jacoby Shaddix, um fã confesso da banda, afirmou em uma entrevista de 2015 que “eles fundiram um pouco do hip-hop com o rock, eles foram uma das primeiras bandas a fazer isso, e definitivamente os pioneiros em todo um gênero, se você ouvir o Korn como o baixo e a bateria travam, é muito semelhante a como Faith No More fazia em seus primeiros anos." Em uma entrevista de 2019 no canal australiano Rage 's Midnight Show, Tobias Forge, líder da banda sueca de rock Ghost, explicou o que a banda significava para ele, dizendo: "Nos anos 1990, havia algumas bandas que eu gostava muito, e ainda gosto até hoje, que são consecutivamente difíceis de nicho. Uma delas é a banda Faith No More. Quem sabe o que eles tocam? Ninguém sabe realmente. É uma banda de sintetizador? Não. É uma banda de heavy metal? Não. É apenas uma banda de rock muito, muito boa."

## Membros
| Formação atual - Mike Patton - vocal (1988–1998, 2009–2012, 2014–atualmente) - Billy Gould - baixo (1981–1998, 2009–2012, 2014–atualmente) - Mike Bordin - bateria (1981–1998, 2009–2012, 2014–atualmente) - Roddy Bottum - teclados (1981–1998, 2009–2012, 2014–atualmente) - Jon Hudson - guitarra (1996–1998, 2009–2012, 2014–atualmente) | Ex-integrantes - Mark Bowen - guitarra (1983-1984) - Courtney Love - vocal (1983) - Chuck Mosley - vocal (1984–1988) - Jim Martin - guitarra (1983–1993) - Trey Spruance - guitarra (1993–1995) - Dean Menta - guitarra (1995–1996) |

## Discografia
Álbuns de estúdio
- We Care a Lot (1985)
- Introduce Yourself (1987)
- The Real Thing (1989)
- Angel Dust (1992)
- King for a Day... Fool for a Lifetime (1995)
- Album of the Year (1997)
- Sol Invictus  (2015)

## Videografia
- 1990 - You Fat Bastards: Live at the Brixton Academy
- 1993 - Video Croissant
- 1999 - Who Cares a Lot?: Greatest Videos